# Monika Gładoch
Monika Joanna Gładoch – polska doktor habilitowana specjalizująca się w prawie pracy, profesor Uniwersytetu Kardynała Stefana Wyszyńskiego, radca prawny.

## Życiorys
Absolwentka prawa na Uniwersytecie Mikołaja Kopernika w Toruniu (1993–1997). Od 2001 radca prawny. W 2004 doktoryzowała się na podstawie pracy Formy prawne uczestnictwa pracowników w zarządzaniu zakładem pracy w Polsce (promotor: Grzegorz Goździewicz). W 2016 habilitowała się w zakresie nauk prawnych na podstawie monografii Dialog społeczny w zbiorowym prawie pracy.
Od stycznia 1998 do 30 września 2005 pracowała jako asystentka i adiunktka (od 2004) na macierzystej uczelni. Od 1 października 2006 wykłada na UKSW jako adiunktka i później profesor nadzwyczajna. Kieruje Katedrą Prawa Pracy WPiA. Prowadzi badania naukowe w zakresie zbiorowego prawa pracy (partycypacji pracowniczej, prawa koalicji i sporów zbiorowych), a także instytucji indywidualnego prawa pracy (czasu pracy, nowych form zatrudnienia, rozwiązywania umów o pracę i obowiązków stron stosunku pracy).
Stypendystka Fundacji im. Stefana Batorego, odbyła staż naukowy na Uniwersytecie J.W. Goethego we Frankfurcie nad Menem. Praktykowała w niemieckiej kancelarii adwokackiej specjalizującej się w prawie pracy. W latach 2016–2018 była wiceprzewodniczącą Komisji Kodyfikacyjnej Prawa Pracy. Od 2008 do lutego 2019 pełniła funkcję doradcy Prezydenta Pracodawców Rzeczypospolitej Polskiej ds. prawa pracy. Reprezentowała pracodawców przed Trybunałem Konstytucyjnym. Z ramienia organizacji pracodawców jest członkinią Zespołów Problemowych Rady Dialogu Społecznego. Bierze udział w pracach komisji sejmowych oraz zespołów ministerialnych dotyczących tworzenia przepisów prawa pracy i rynku pracy.
Uczestniczyła w szkoleniach i seminariach zorganizowanych przez Międzynarodową Organizację Pracy. W rankingach „Dziennika Gazety Prawnej” została uznana za jednego z pięćdziesięciu najbardziej wpływowych prawników w Polsce w 2012 (47. miejsce), 2013 (49. miejsce), 2016 i 2018. Otrzymała nagrodę „Złotego Paragrafu” w kategorii najlepszy radca prawny 2018.

## Wybrane publikacje
- Dialog społeczny w zbiorowym prawie pracy, TNOiK Dom Organizatora, Toruń 2014.
- Uczestnictwo pracowników w zarządzaniu przedsiębiorstwem w Polsce. Problemy teorii i praktyki na tle prawa wspólnotowego, Toruń: TNOiK Dom Organizatora, 2005, 2008.